# Specie di Inula
Elenco delle 78 specie di  Inula:

## A
- Inula acaulis  Schott & Kotschy ex Boiss.
- Inula acuminata  DC.
- Inula anatolica  Boiss.
- Inula angustifolia  DC.
- Inula arbuscula  Delile
- Inula aucheriana  DC.

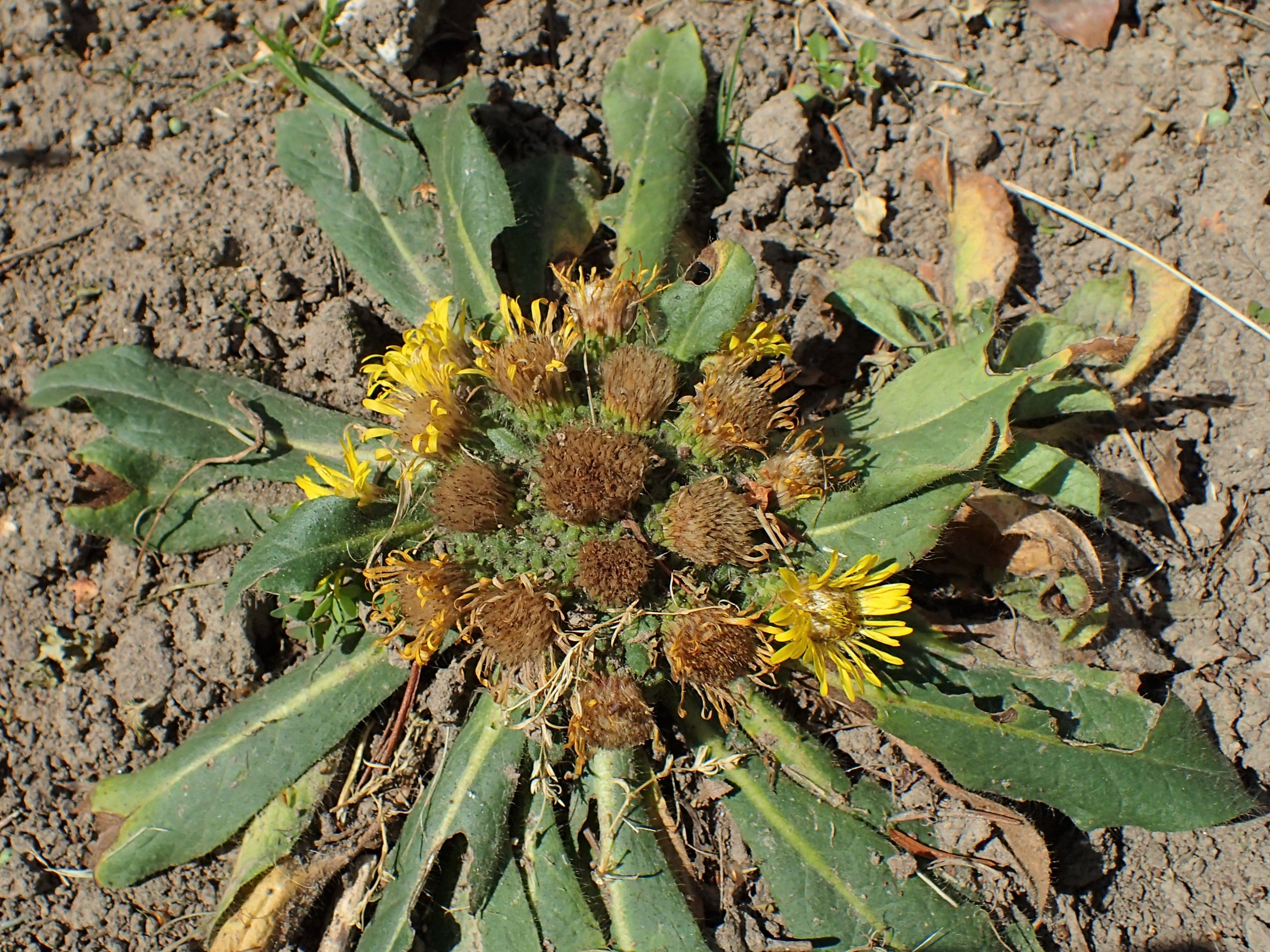
Inula acaulis
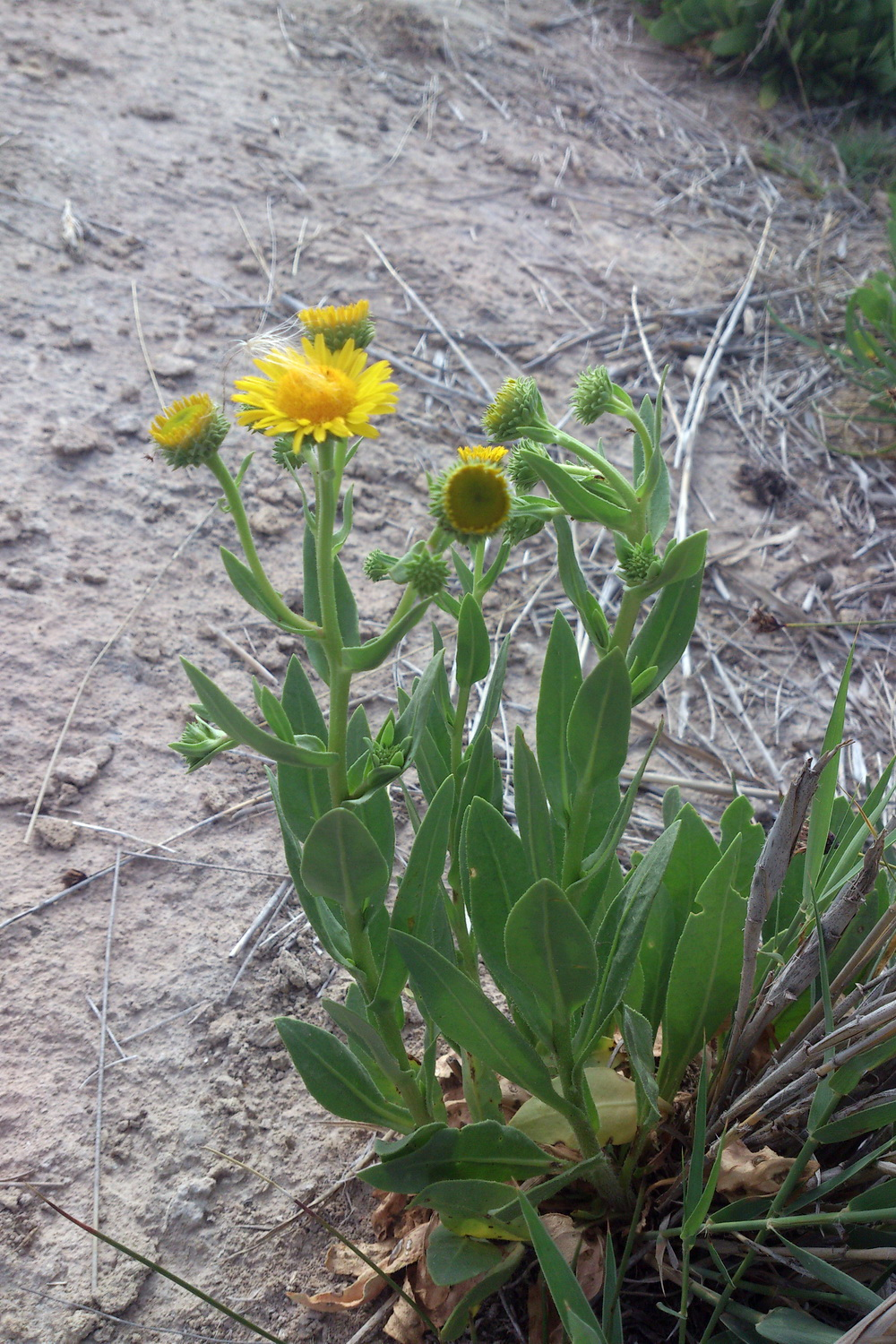
Inula aucherana

## B
- Inula barbata Wall. ex DC.

## C
- Inula candida (L.) Cass.
- Inula ciliaris Matsum.
- Inula clarkei (Hook.f.) R.R.Stewart
- Inula cuanzensis Hiern

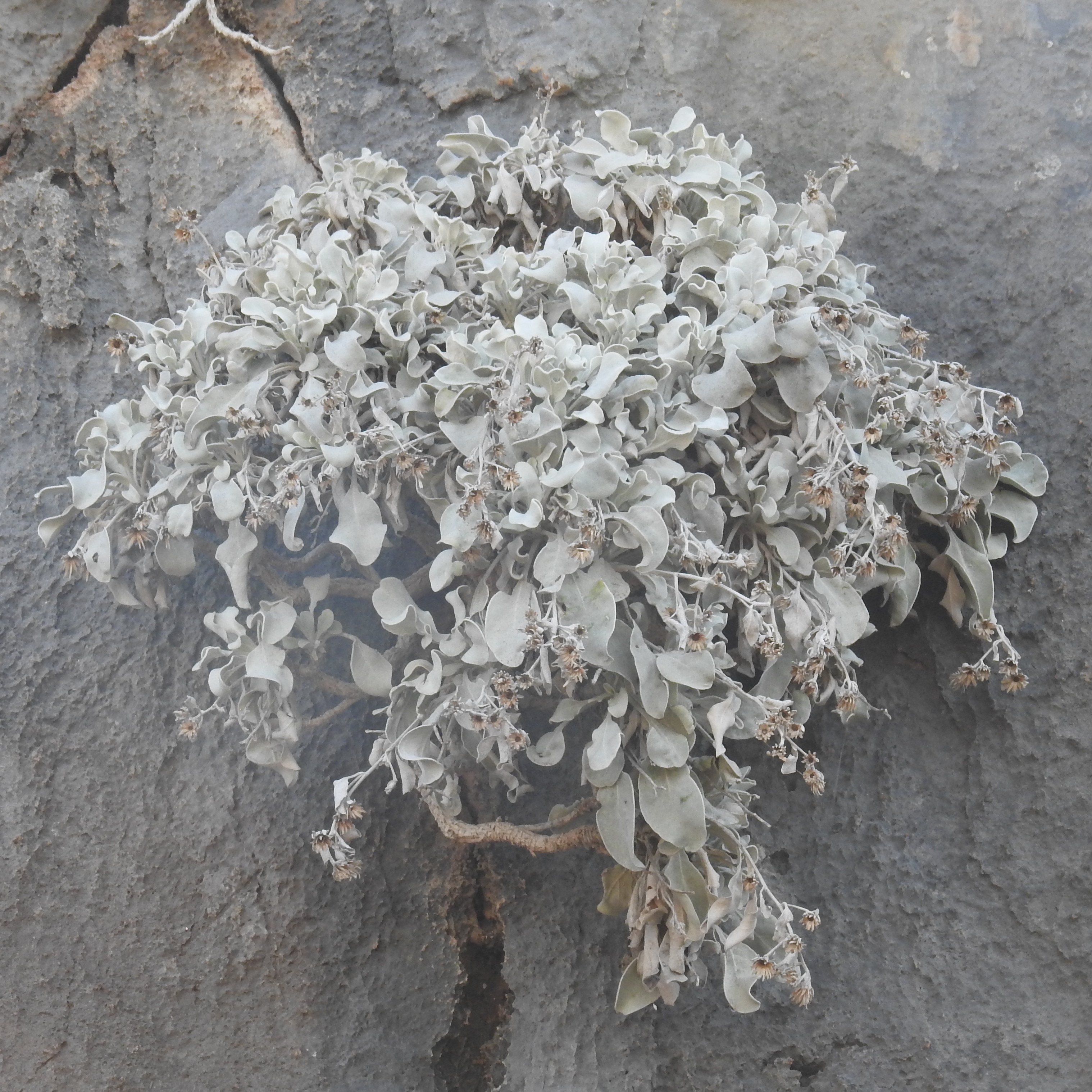
Inula candida
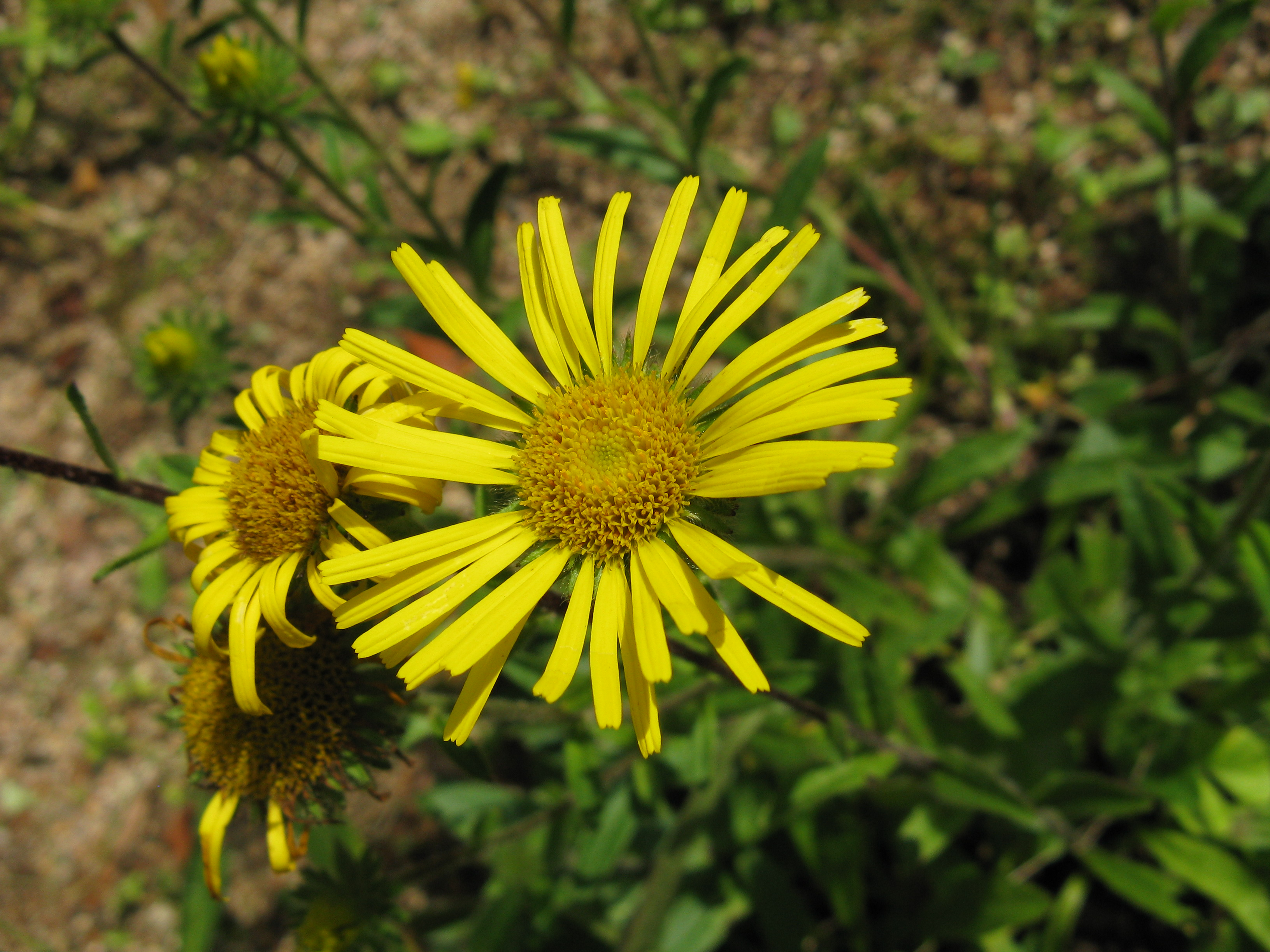
Inula ciliaris

## D
- Inula decurrens Popov
- Inula discoidea Boiss.

## E
- Inula eminii (O.Hoffm.) O.Hoffm.
- Inula engleriana O.Hoffm.

## F
- Inula fragilis Boiss. & Hausskn.

## G
- Inula gimbundensis S.Moore
- Inula glareosa E.M.Antipova
- Inula glauca C.Winkl.
- Inula glomerata Oliv. & Hiern
- Inula gombczewskyi C.Winkl.
- Inula gossweileri S.Moore
- Inula grandiflora Willd.
- Inula grandis Schrenk ex Fisch. & C.A.Mey.

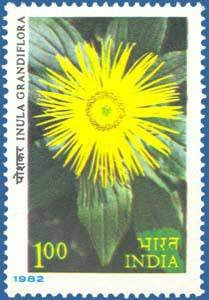
Inula grandiflora

## H
- Inula helenium L.
- Inula helianthus-aquatilis C.Y.Wu ex Y.Ling
- Inula hendersoniae S.Moore
- Inula hissarica R.Nabiev
- Inula hookeri C.B.Clarke
- Inula huillensis Hiern
- Inula hupehensis (Y.Ling) Y.Ling

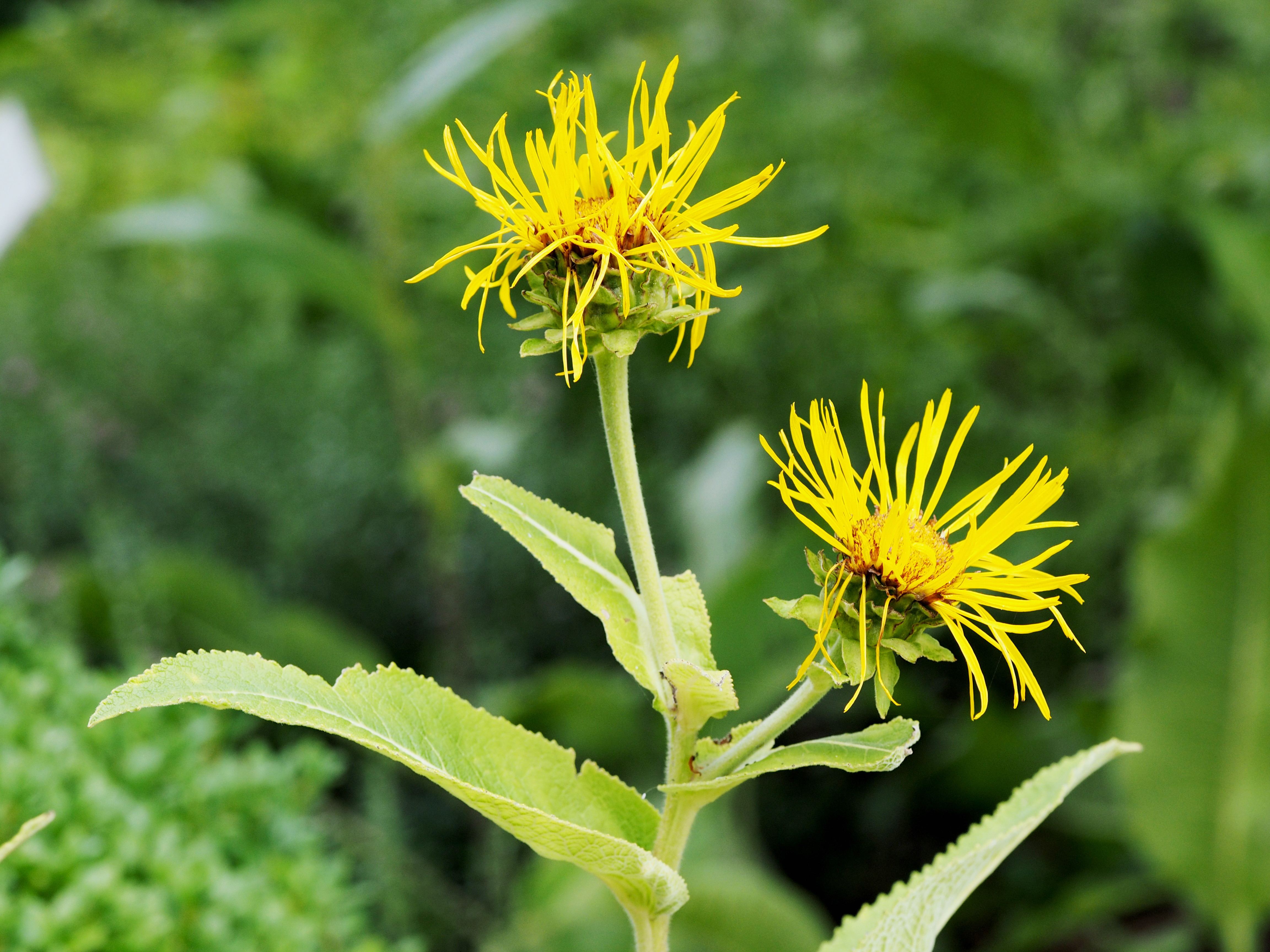
Inula helnium
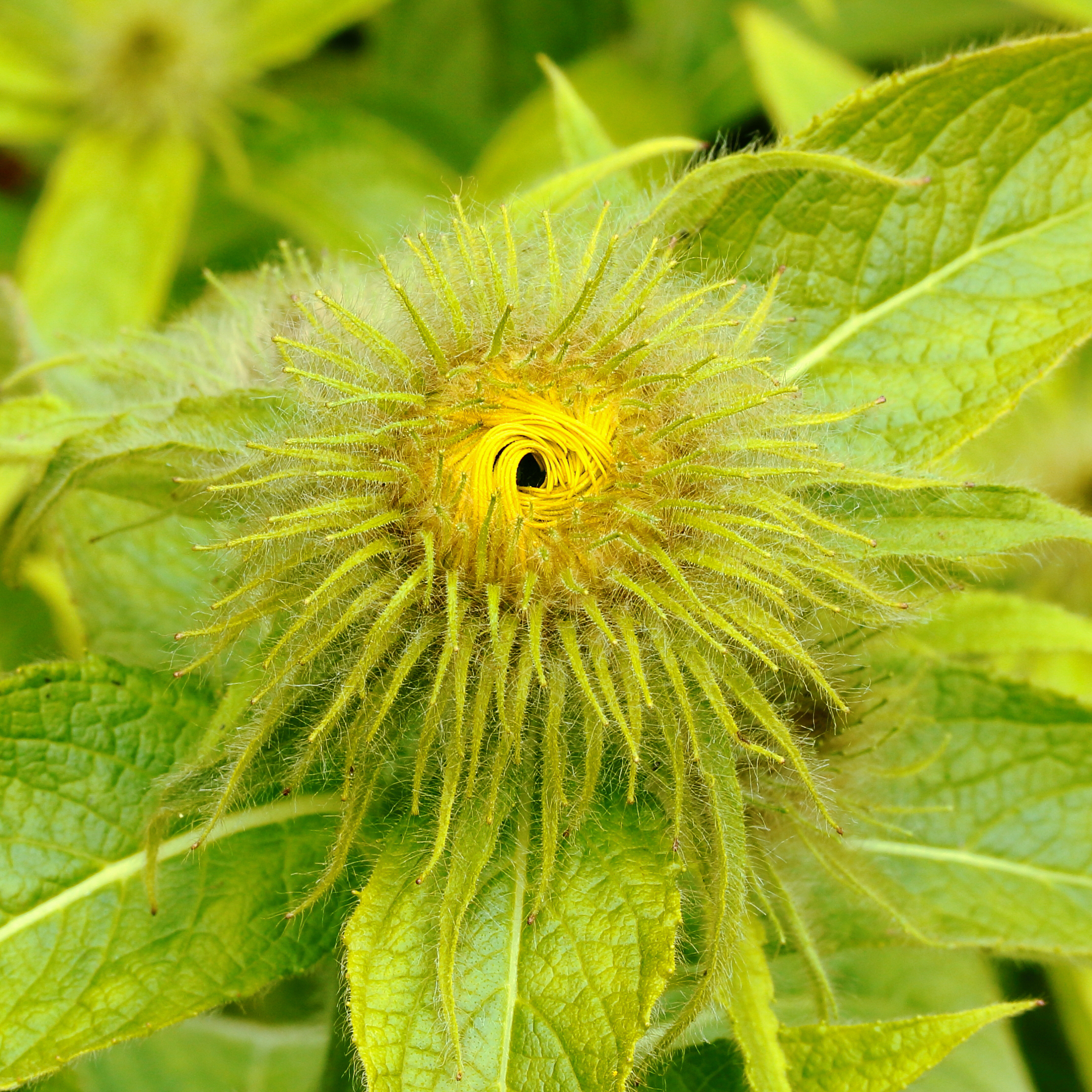
Inula hookeri

## I
- Inula inuloides (Fenzl) Grierson

## J
- Inula japonica Thunb.

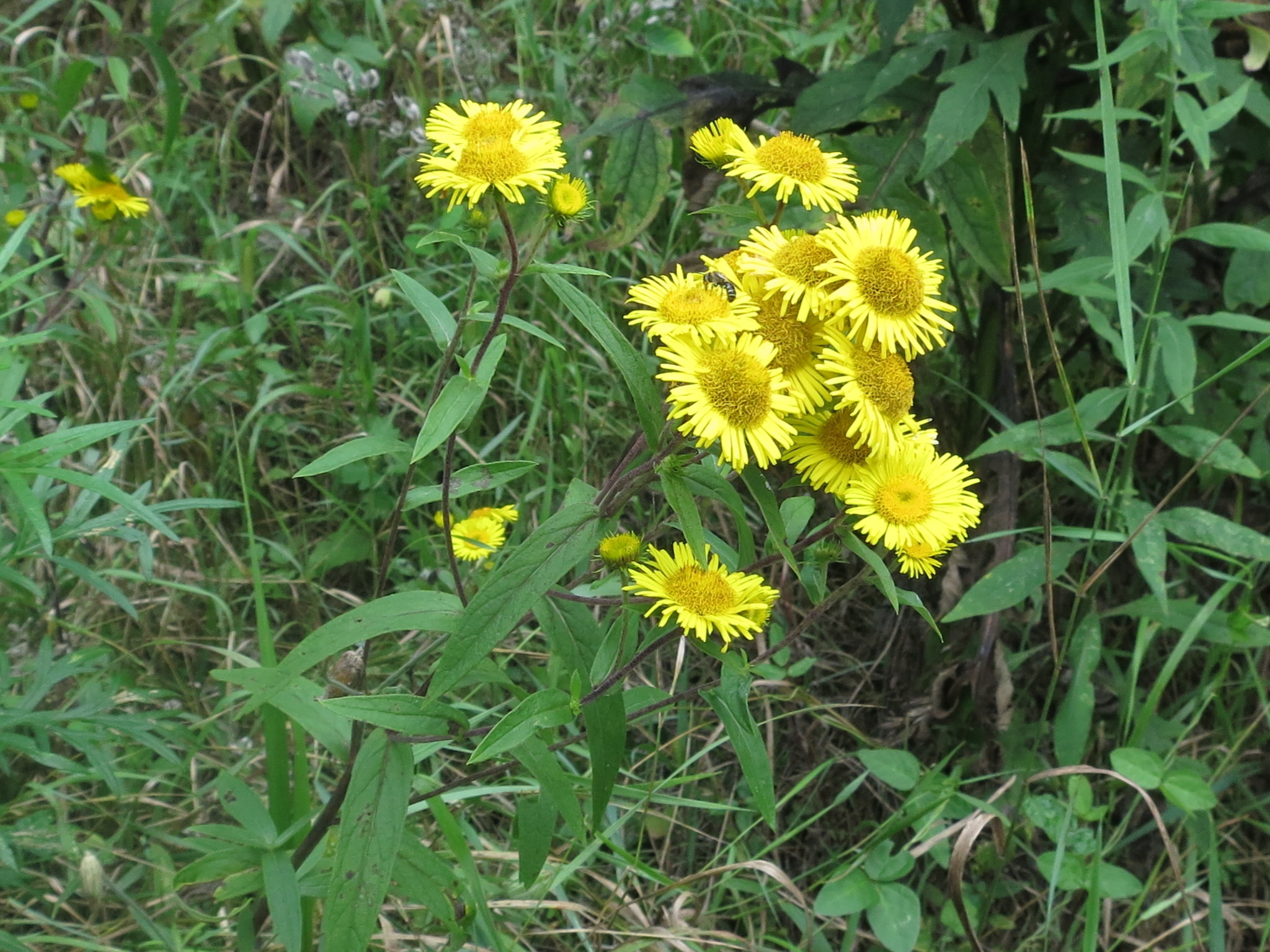
Inula japonica

## K
- Inula kalapani C.B.Clarke
- Inula klingii O.Hoffm.
- Inula koelzii R.Dawar & Qaiser

## L
- Inula limosa O.Hoffm.
- Inula linariifolia Turcz.

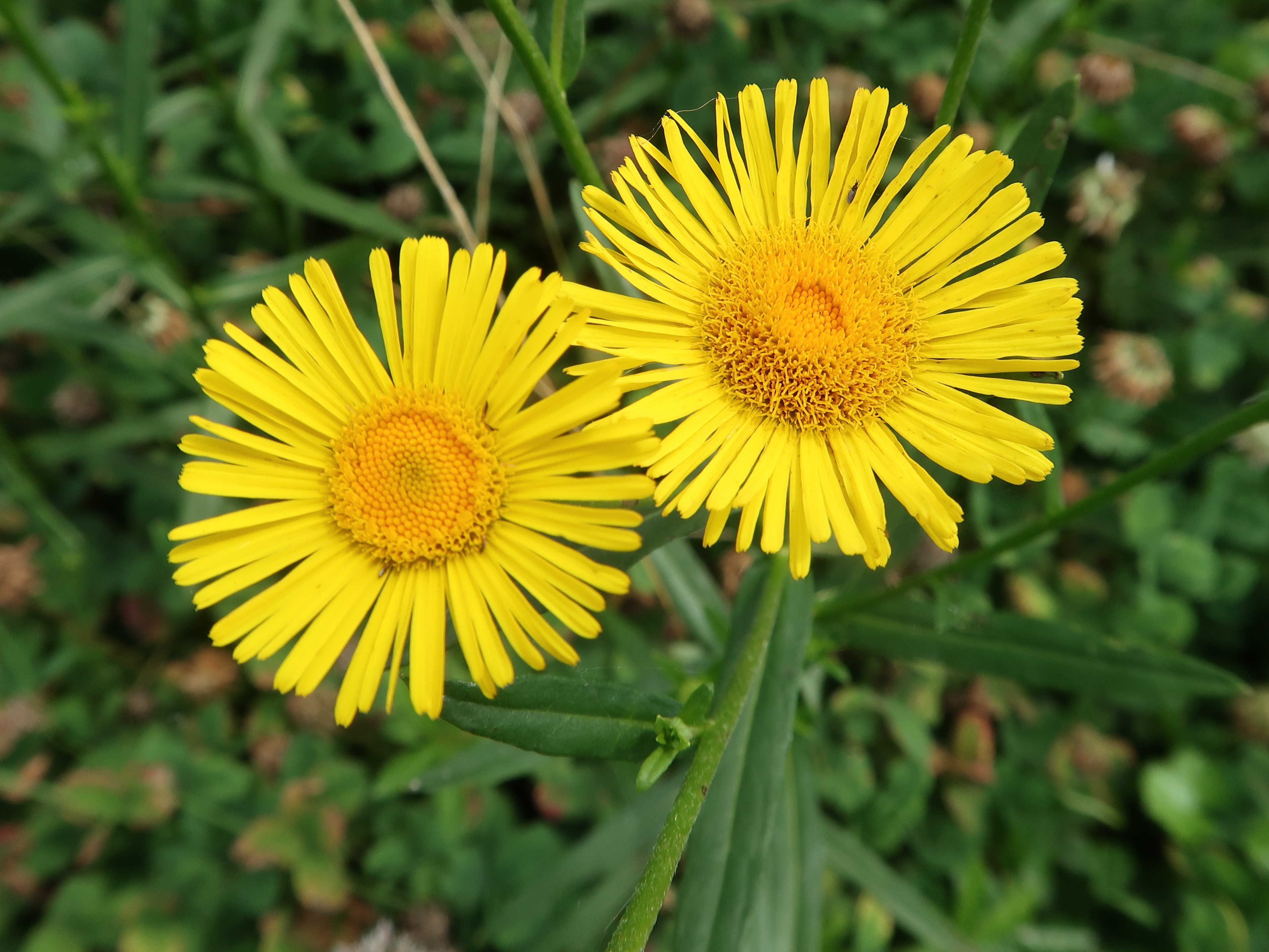
Inula linariifolia

## M
- Inula macrocephala Boiss. & Kotschy
- Inula macrolepis Bunge
- Inula magnifica Lipsky
- Inula mannii (Hook.f.) Oliv. & Hiern
- Inula mildbraedii Muschl.
- Inula montbretiana DC.
- Inula multicaulis Fisch. & C.A.Mey.

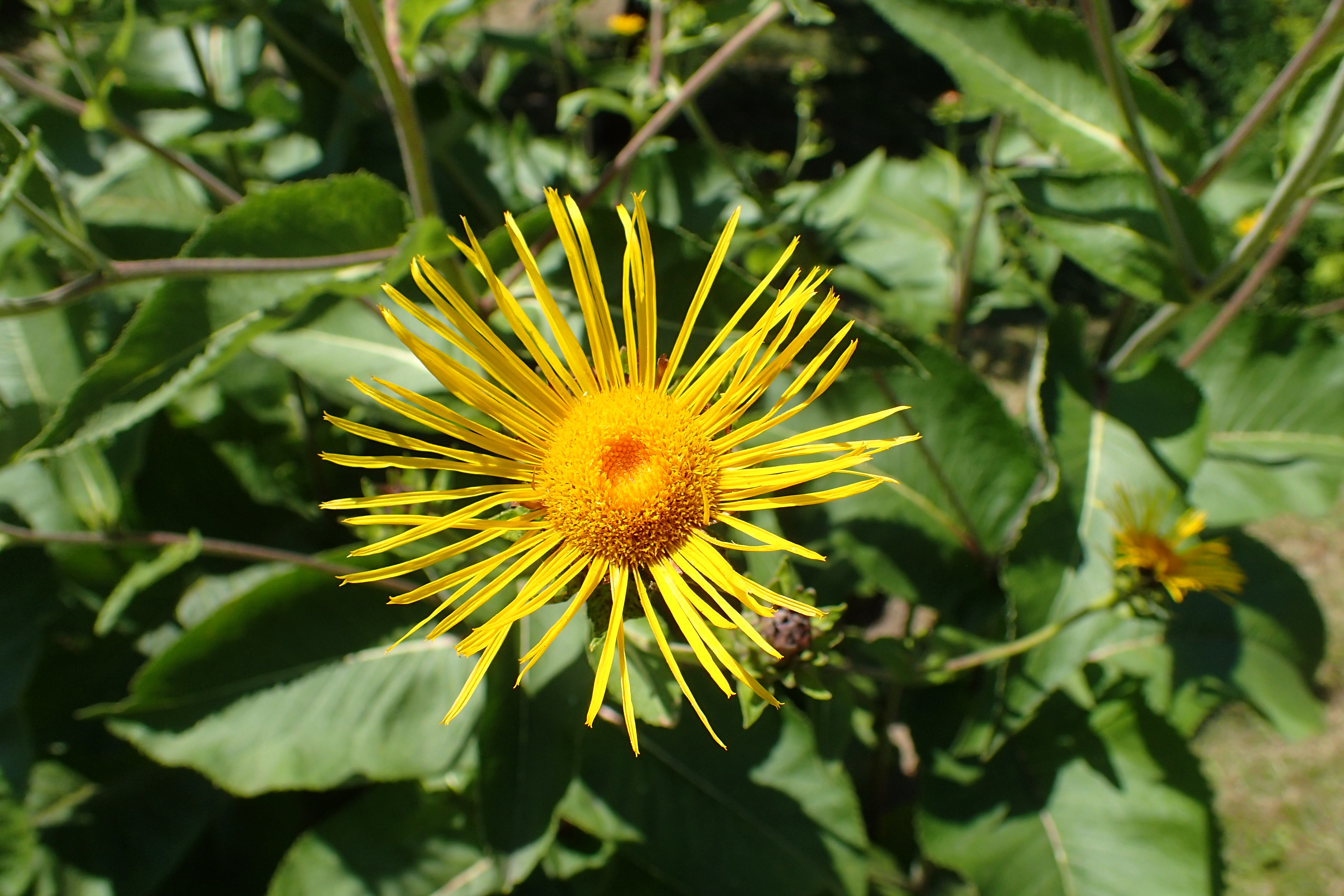
Inula macrocephala
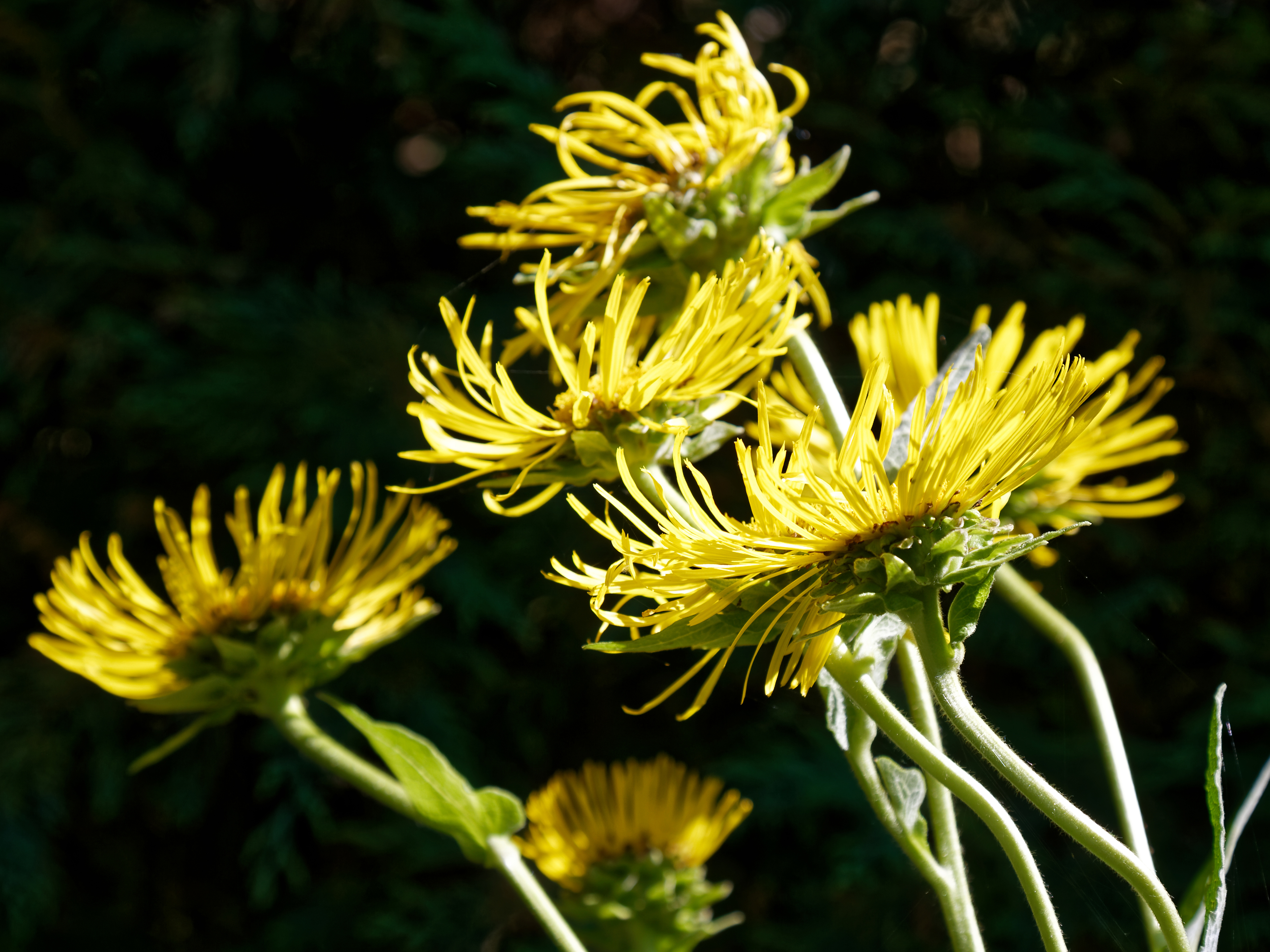
Inula magnifica
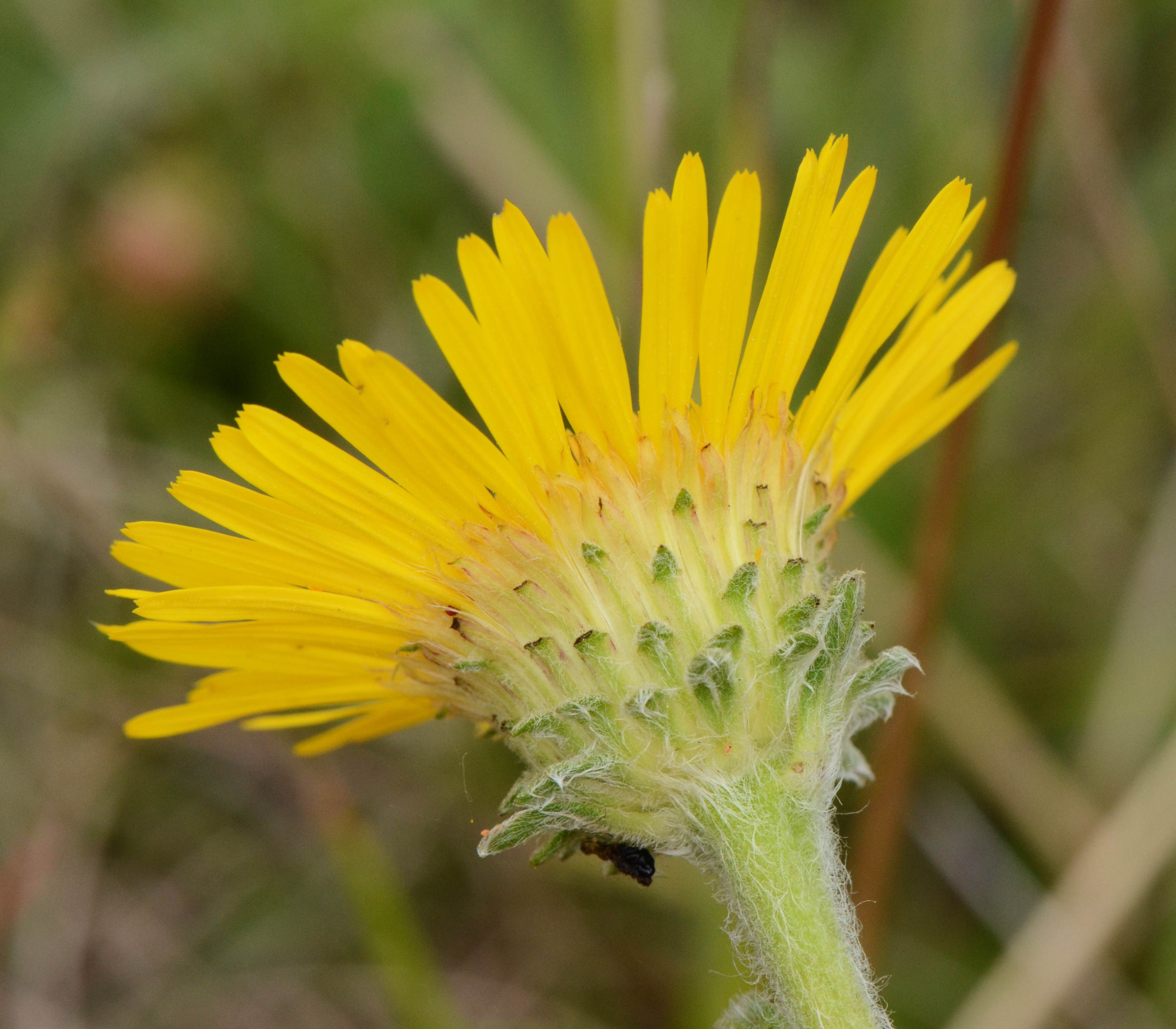
Inula montbretiana

## O
- Inula obtusifolia A.Kern.
- Inula oligocephala S.Moore

## P
- Inula paludosa O.Hoffm.
- Inula peacockiana (Aitch. & Hemsl.) Korovin
- Inula perrieri (Humbert) Mattf.
- Inula persica F.Ghahrem. & Narimisa
- Inula poggeana O.Hoffm.

## R
- Inula racemosa Hook.f.
- Inula rajamandii Narimisa & F.Ghahrem.
- Inula rhizocephala Schrenk ex Fisch. & C.A.Mey.
- Inula rhizocephaliformis Kamelin & Turak.
- Inula robynsii De Wild.
- Inula royleana DC.

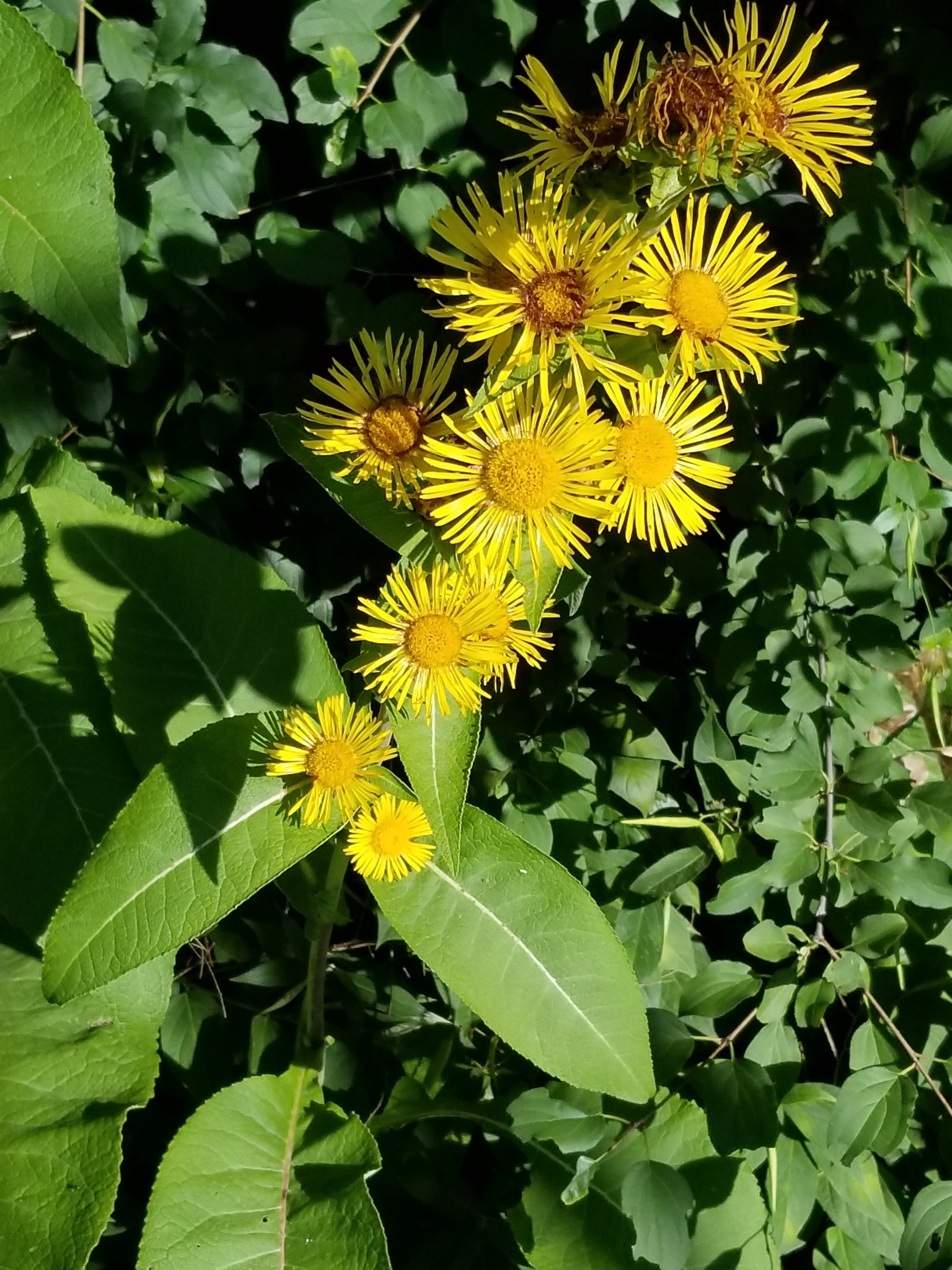
Inula racemosa
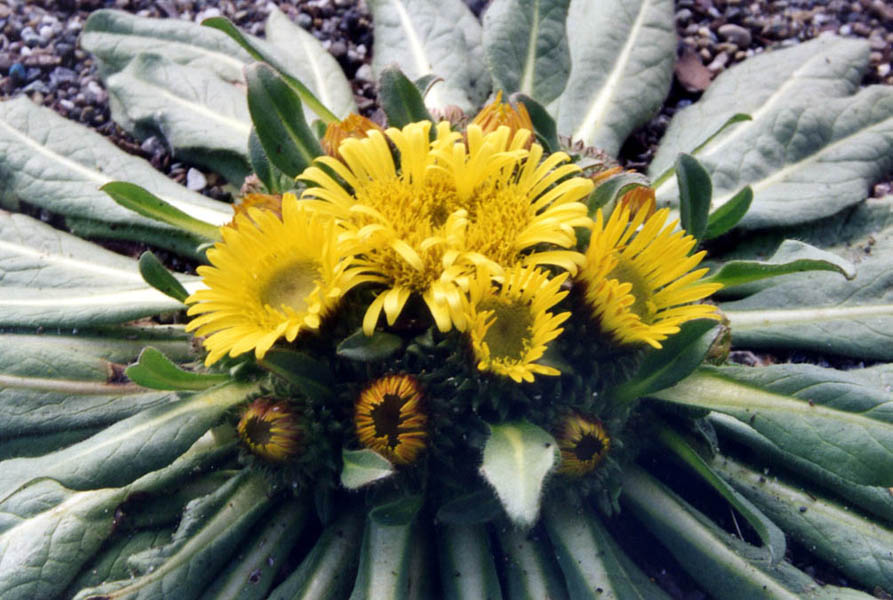
Inula rhizocephala
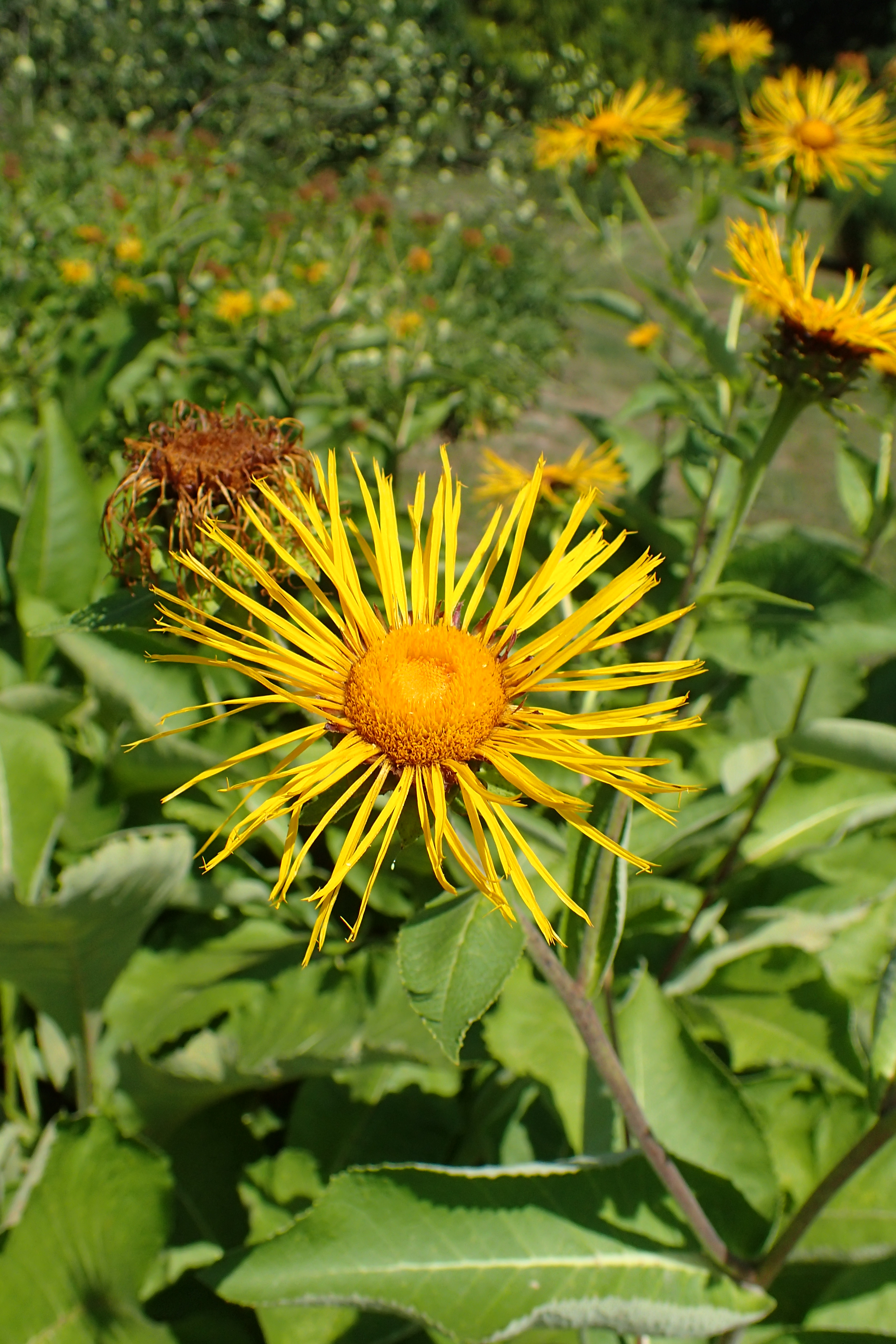
Inula royleana

## S
- Inula salsoloides (Turcz.) Ostenf.
- Inula sarana Boiss.
- Inula schischkinii Gorschk.
- Inula schmalhausenii C.Winkl.
- Inula sechmenii Hartvig & Strid
- Inula sericeo-villosa Rech.f.
- Inula sericophylla Franch.
- Inula serratuloides (Gilli) Grierson
- Inula speciosa O.Hoffm.
- Inula stenocalathia (Rech.f.) Soldano
- Inula stewartii Abid & Qaiser
- Inula stolzii Mattf.
- Inula subfloccosa Rech.f.

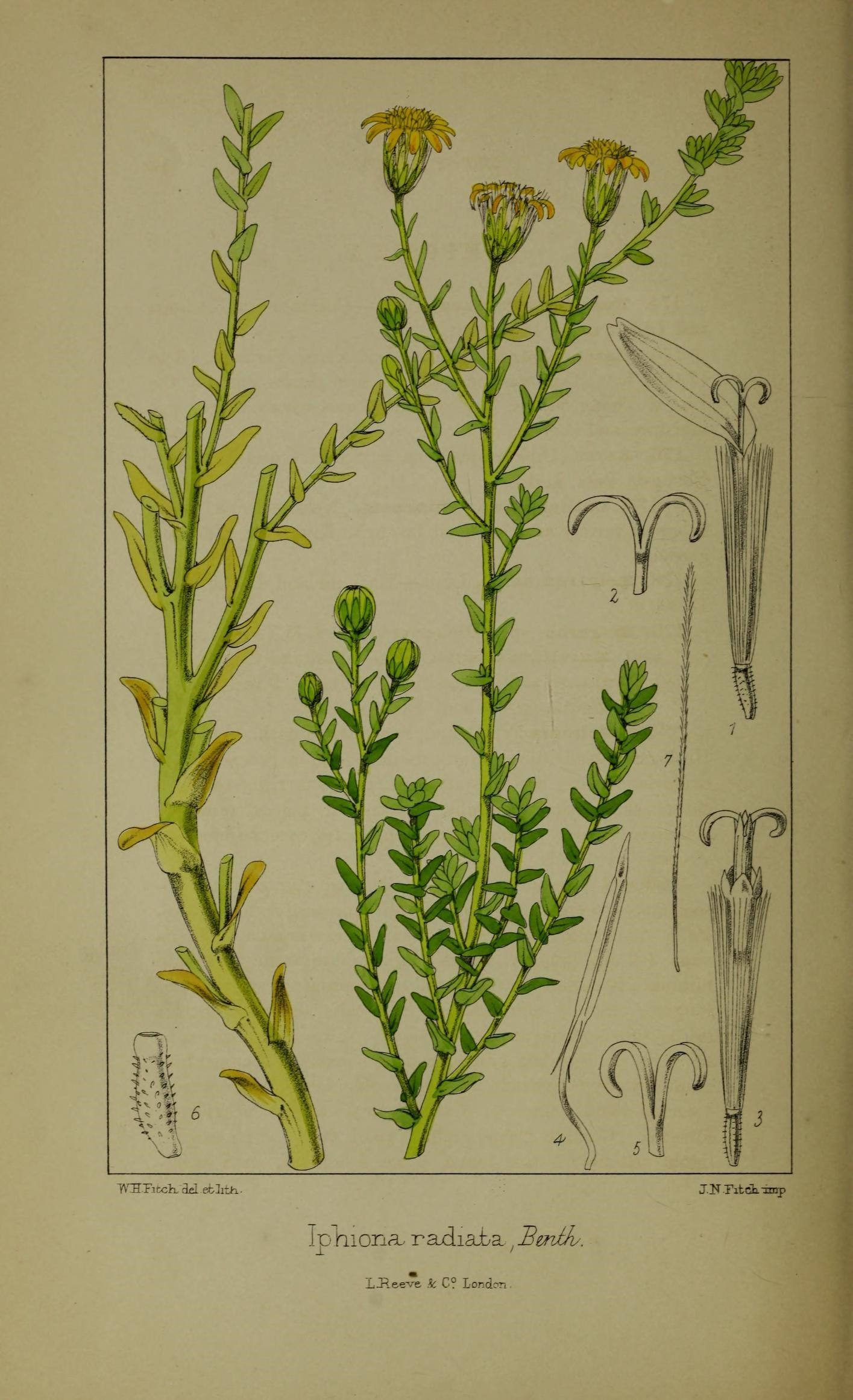
Inula salsoloides

## T
- Inula taiwanensis S.S.Ying
- Inula thapsoides (Spreng.) Spreng.
- Inula tuzgoluensis M.Öztürk & Ö.Çetin
- Inula urumoffii Degen
- Inula vernonioides O.Hoffm.
- Inula viscidula Boiss. & Kotschy
- Inula welwitschii O.Hoffm.

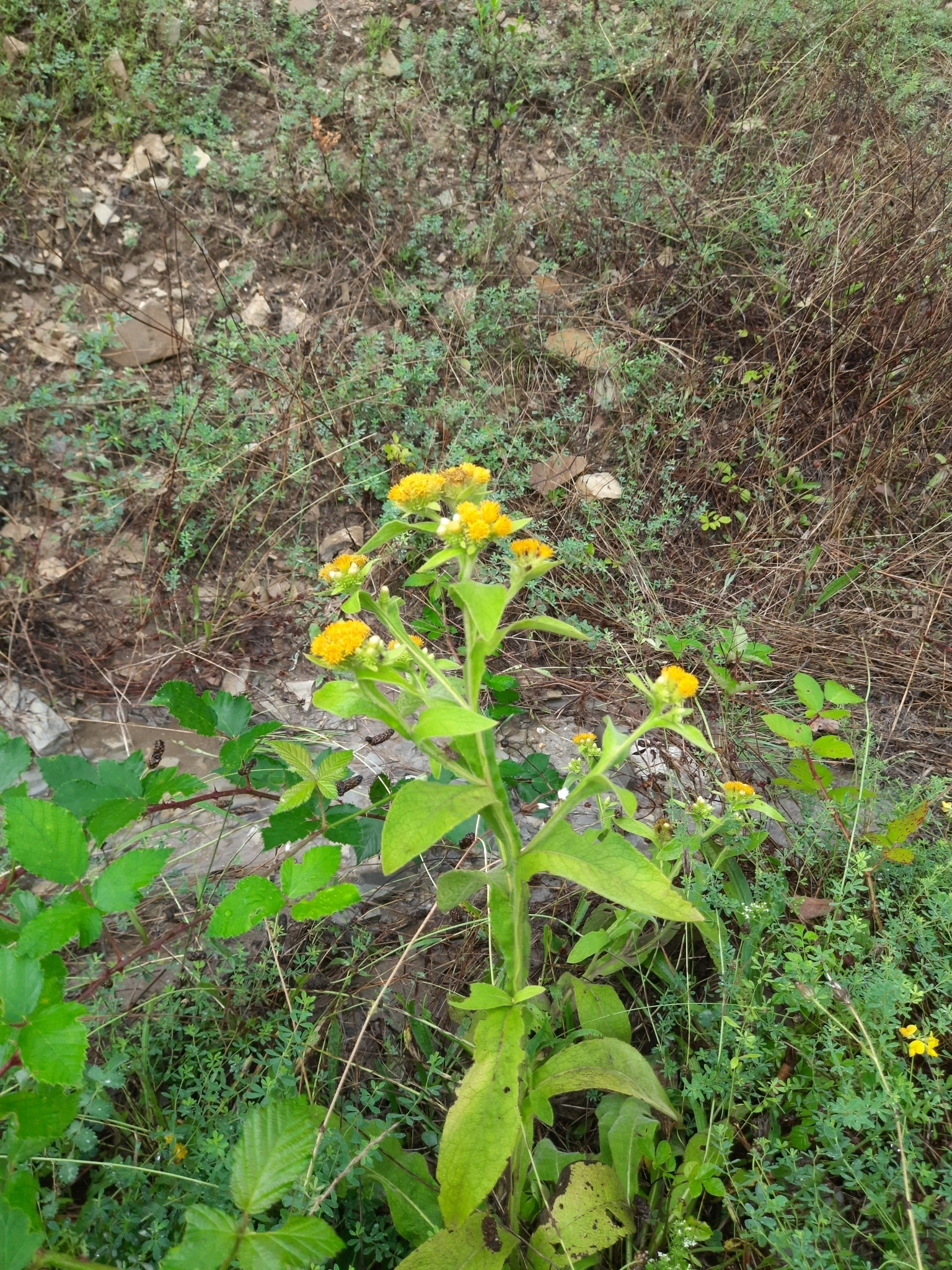
Inula thapsoides
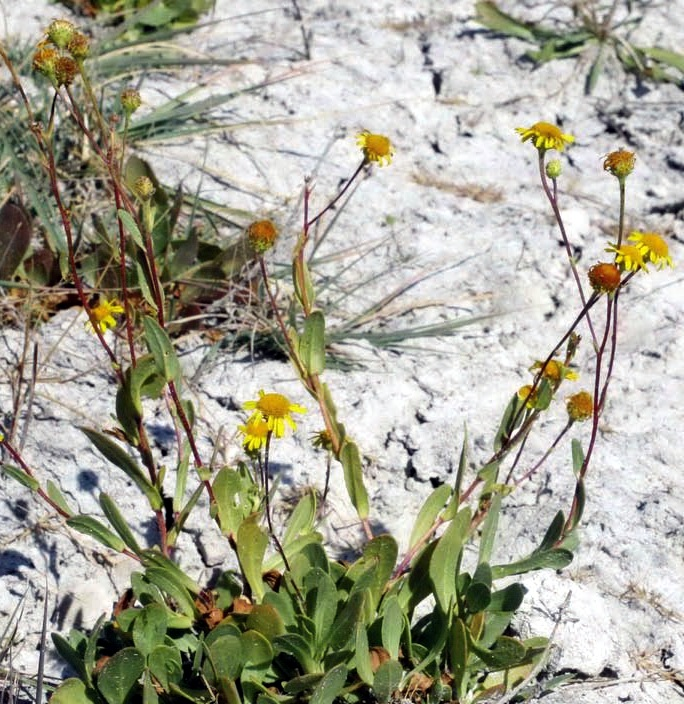
Inula tuzgoluensis